# Thingiverse
Thingiverse ist eine Website, auf der von Benutzern erstellte digitale Designs für den 3D-Druck, Laserschneiden oder Fräsmaschinen ausgetauscht werden. Die Website wird von Makerbot Industries gehostet und in Brooklyn, New York von dessen Gründern Zach „Hoeken“ Smith und Bre Pettis betrieben.

## Inhalte
Hauptsächlich werden quelloffen via CC- oder GPL lizenzierte Dateien veröffentlicht. Benutzer wählen die Lizenz ihrer Designs selbst aus, vergleichbar mit dem Lizenzierungssystem bei Vimeo oder Flickr. 3D-Drucker, Laser-Cutter, CNC-Fräsen und andere Maschinen können benutzt werden, um die bei Thingiverse.com zur Verfügung gestellten Dateien physisch umzusetzen. Die Plattform ist weit verbreitet in der internationalen Bastler- und Do-It-Yourself-Szene. Ganz besonderen Erfolg und Bekanntheit erlangte sie durch die Web-Communitys, die sich um die 3D-Drucker-Projekte RepRap und MakerBot versammeln.
Viele der zur Verfügung gestellten Daten auf Thingiverse dienen Reparaturzwecken. Andere sind eigenständige Geräte und Maschinen, die sich Benutzer mit den o. g. Maschinen auf Basis der Dateien selbst herstellen können.

## Geschichte
Thingiverse wurde im November 2008 von Zach Smith gegründet. Sie war als Schwesterprojekt zu Makerbot Industries gedacht, einem damals noch jungen 3D-Drucker-Hersteller. Das Projekt wurde auf der Ars Electronica 2010 lobend erwähnt.

## Open-Source-Hardware
Das Projekt ist in die Open-Source-Hardware-Bewegung einzuordnen. Üblicherweise wird innerhalb der freien Hardware-Szene an spezifischen Projekten gearbeitet. Baupläne und Designs sind meist auf spezifische Materialien und Werkzeuge spezialisiert. Thingiverse bietet dagegen eine gemeinsame Plattform für verschiedenste technische Umsetzungen und Variationen der dort veröffentlichten Pläne und Modelle. Beispielsweise sind diverse Variationen, Weiterentwicklungen und Derivate der RepRap-3D-Drucker auf Thingiverse zu finden.